# گوفردو بورجا
گافردو بورجیا (زادهٔ ۱۴۸۱ یا ۱۴۸۲; درگذشتهٔ ۱۵۱۶ یا ۱۵۱۷ میلادی) جوان‌ترین پسر الکساندر ششم و ونوتزا دی کاتانی و عضو دودمان بورجا بود. او جوان‌ترین برادر چزاره بورجا و لوکرتسیا بورجا نیز بود. او در یازده سالگی با سانشا د آراگون ازدواج کرد که ازدواجی اجباری بود؛ و این ازدواج بچه‌ای در پی نداشت تا اینکه گافردو در ۱۵۰۷ دوباره ازدواج کرد و صاحب سه دختر به نام‌های لوکرتزیا بورجیا د میلا،آنتونیا بورجا د میلا و ماریا بورجا د میلا شد. همچنین او از دومین ازدواجش صاحب یک پسر به نام فرانچسکو بورجا د میلا شد.
او متولد شهر رم بود و در نهایت در ۳۵ سالگی و در شهر اسکولاچه بر اثر بیماری درگذشت.